# عیون اخبار الرضا
عیون اخبار الرضا یکی جامع‌ترین کتب شیعی در تاریخ علی بن موسی الرضا، امام هشتم شیعیان، و گفتاوردهای او به تألیف شیخ صدوق است. عیون اخبار الرضا از جمله کتابهای معتبر شیعه است که بسیاری از مسائل مربوط به فقه شیعه در آن بیان شده‌است.

## معرفی کتاب
این کتاب تشکیل شده از مباحثی چون:
1. روایات مربوط به علی بن موسی امام هشتم شیعیان.
2. مجموعه مناظرات علی بن موسی با دیگر اندیشمندان و منتقدان در زمان مأمون خلیفه.
3. مجموعه روایات نقل شده از زبان علی بن موسی به نقل از پدرانشان.
4. مناظرات پدر و اجداد علی بن موسی با اندیشمندان زمانه خودشان.

زمانی که صاحب بن عباد دیلمی، وزیر وقت و حاکم شیعی آن دوران در مدح و ستایش علی بن موسی اشعاری را می‌سراید و آن را به شیخ صدوق هدیه می‌دهد، وی نیز کتاب عیون اخبار الرضا را به پاس زحمات و هدیه برای صاحب بن عباد دیلمی به نگارش درمی‌آورد و به او هدیه می‌دهد.

## مدح کتاب
میرداماد در مدح این کتاب ابیاتی به شرح زیر سروده‌است:
| عیون أخبار الرضا صیقل تجلو |  | عن القلب صداء الکرب    |
| لم یبد للدهر نظیرا لها     |  | لناظر فی الشرق و الغرب |
| و کل فن فی أسالیبها        |  | یکفیک و تخلیة السرب    |
| کالشمس من نور الهدی مشرق   |  | بالسلم یقضی وطر القلب  |

که معنی آن می‌شود:: کتاب عیون اخبار الرضا کتابی شفاف است که قلب انسان را شفا می‌دهد.
در تمام روزگار و در نگاه هیچ بیننده‌ای کتابی مانند این کتاب نگاشته نشده‌است.
هر دانشی که بخواهی در آن است و تو رابی نیاز می‌کند.
مانند خورشید از نور هدایت می‌درخشد و آرزوی قلب را برآورده می‌سازد.

## مترجمین کتاب
1. ترجمه محمد صالح بن محمد باقر قزوینی.
2. ترجمه سید جلیل میرزا ذبیح‌الله بن میرزا هدایة الله.
3. ترجمه مولی علی بن طیفور بسطامی.
4. ترجمه سید علی بن محمد بن اسدالله امامی.
5. ترجمه شیخ محمد تقی بن محمدباقر اصفهانی معروف به محمدتقی نجفی اصفهانی.
6. ترجمه عیون اخبار الرضا به نام کشف النقاب.
7. ترجمه‌ای به نام برکات المشهد المقدس.
8. ترجمه عیون نوشته یکی از افاضل مشهد رضوی در سال ۱۲۴۵ هجری که به امر سید محمد بن سید دلدار علی نقوی نصیر آبادی نوشته شده‌است.
9. ترجمه علامه مجلسی، که بخشهایی از کتاب را مانند خطبة الرضا که خطبه توحید است و نیز مأموریت رجاء ابن ابی ضحاک برای دعوت علی بن موسی به خراسان را ترجمه نموده‌است.[۱]
10. ترجمه احمد بانپور

## آثار چاپ شده
این کتاب در ابتدا در سال ۱۲۷۵ (هـ ق) در تهران چاپ سنگی سپس به صورت متداوم در نجف و قم چاپ شد. سال ۱۳۱۷ (هـ ق) حاج نجم الدوله در تهران آن را به چاپ رساند. این کتاب چندین بار به فارسی ترجمه شده‌است که یکی از آنها کتاب «کشف النقاب» به قلم آقا نجفی اصفهانی متوفی ۱۳۳۳ (ق) است. این ترجمه سال ۱۲۹۷ (هـ ق) در اصفهان چاپ شد. باید این نکته را نیز گفت که سید نعمت‌الله جزایری، شرحی بر این کتاب بنام «لوامع الانوار» نوشت. این کتاب به دلیل استقبال زیاد تا کنون نیز به صورت گسترده در حال چاپ است که از آثار دهه‌های اخیر می‌توان به کتاب عیون اخبار الرضا ترجمه حمید رضا مستفید و به تصحیح استاد علی اکبر غفاری در دو جلد چاپ شده و دیگر آثار کنونی که در اینجا مجالش نیست اشاره کرد.
یک نسخه از این کتاب در سال ۱۳۹۸ با دستخط منسوب به علی بن موسی الرضا که از قرآن شماره ۱۵۸۶ موجود در کتابخانه مرکزی آستان قدس رضوی اقتباس شده منتشر شده‌است.

## شرح کتاب
برای این کتاب شرح‌های بسیاری در طول تاریخ ثبت شده‌است که از جمله آنها می‌توان به افراد زیر که شرح‌هایی را به ثبت رسانده‌اند اشاره کرد:
1. شرح علی اصغر بن سید حسین حکیم بن سید علی شوشتری
2. شرح محمد علی حزین بن شیخ ابو طالب زاهدی گیلانی
3. شرح سید نعمت‌الله جزائری
4. شرح مولی هادی بنابی
5. شرح خطبة الرضا نوشته حسن بن علی گوهر قراچه داغی.[۲][۳]